# Сагайдакский сельский совет (Шишацкий район)
Сагайдакский сельский совет (укр. Сагайдацька сільська рада) — входит в состав
Шишацкого района
Полтавской области
Украины.
Административный центр сельского совета находится в 
с. Сагайдак.

## Населённые пункты совета
- с. Сагайдак
- с. Дмитровка
- с. Кирпотовка
- с. Лещаны
- с. Луци
- с. Принцево
- с. Салимовщина
- с. Чернобаи